# Hypodrassodes isopus
Hypodrassodes isopus är en spindelart som beskrevs av Forster 1979. Hypodrassodes isopus ingår i släktet Hypodrassodes och familjen plattbuksspindlar. Inga underarter finns listade i Catalogue of Life.